# ドミトリー・イワノフスキー

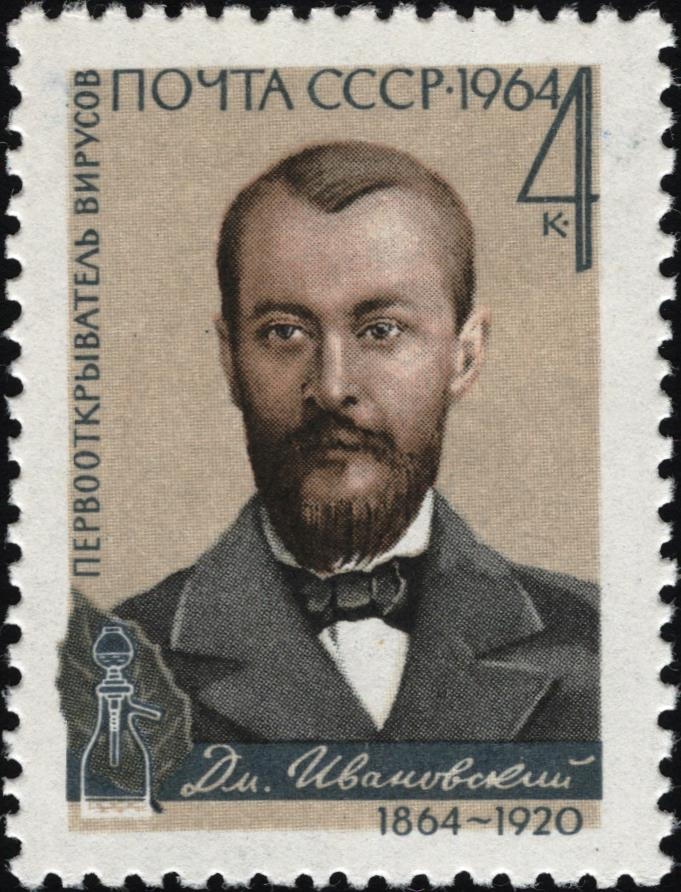
1964年のソ連の切手に描かれたイワノフスキー

ドミトリー・ヨシフォヴィチ・イワノフスキー（露:  Дми́трий Ио́сифович Ивано́вский、Dmitri Iosifovich Ivanovsky、1864年10月28日(ユリウス暦)/ 11月9日(グレゴリオ暦) - 1920年4月20日）は、ロシアの微生物学者である。1892年、タバコモザイク病の病原が細菌濾過器を通過しても感染性を失わないことを発見した。ウイルス学の創始者の一人である  。
レニングラード州のNizyで生まれた。サンクトペテルブルク大学で学んだ。1890年にサンクトペテルブルク科学アカデミーの植物研究所の助手となり、1895年からは講師、1901年からワルシャワ大学の教授、1915年からはドンスコイ大学の教授を務めた。1887年に当時流行していたタバコモザイク病の調査のためにウクライナとベッサラビアに派遣された。3年後、クリミア地方で流行したタバコモザイク病の調査にも派遣された。タバコモザイク病の病原が細菌よりも小さく、陶製のシャンベラン型濾過器を透過することを発見し、1892年の記事、1902年の論文で発表した。
タバコモザイクウイルスについては、オランダのマルティヌス・ベイエリンクも独自に、濾過器を透過した濾液中の病原体が感染を起こし増殖することを示したが、最初に発見したのはイワノフスキーであることが認められた。

## 著書
- D. I. Ivanovskij: O dvuch boleznjach tabaka. Tabacnaja pepliza. Mozatcnaja bolezn´ tabaka. Sel`skoje chozaistvo i lesovodstvo St. Petersburg (1892) 169: S. 104-121
- D. I. Ivanovskij: Über die Mosaikkrankheit der Tabakpflanze. Zeitschrift für Pflanzenkrankheiten (1903) 13,1: S. 1-41